# Kalyan
Kalyan – gaun wikas samiti w zachodniej części Nepalu w strefie Bheri w dystrykcie Surkhet. Według nepalskiego spisu powszechnego z 2001 roku liczył on 804 gospodarstw domowych i 4467 mieszkańców (2239 kobiet i 2228 mężczyzn).